# Andrew Kerr
Andrew England Kerr (ur. 23 września 1958 w Birmingham) – brytyjski przedsiębiorca, prawnik i polityk, deputowany do Parlamentu Europejskiego IX kadencji.

## Życiorys
Z wykształcenia prawnik, uzyskał uprawnienia solicitora. W połowie lat 80. założył prywatną firmę prawniczą. Specjalizował się w prawie własności, zajął się też działalnością w zakresie obrotu nieruchomościami. Został również mediatorem akredytowanym przez Family Mediation Council. W 2019 zaangażował się w działalność polityczną w ramach Brexit Party. W wyborach w tym samym roku z listy tego ugrupowania uzyskał mandat eurodeputowanego IX kadencji. We wrześniu 2019 wykluczono go z Brexit Party.